# 3116 Goodricke
3116 Goodricke este un asteroid din centura principală, descoperit pe 11 februarie 1983 de Edward Bowell.